# Morena Makar
Morena Makar (* 22. Januar 1985 in Zagreb) ist eine ehemalige kroatische Snowboarderin. Sie startete in den Disziplinen Halfpipe und Snowboardcross.

## Werdegang
Makar trat international erstmals bei den Juniorenweltmeisterschaften 2001 in Nassfeld in Erscheinung. Dort errang sie den 22. Platz in der Halfpipe. In den folgenden Jahren kam sie bei den Juniorenweltmeisterschaften 2002 in Rovaniemi auf den 37. Platz im Snowboardcross sowie auf den 26. Rang in der Halfpipe, bei den Snowboard-Weltmeisterschaften 2003 am Kreischberg auf den 36. Platz in der Halfpipe und bei den Juniorenweltmeisterschaften 2003 in Prato Nevoso auf den 34. Platz im Snowboardcross sowie auf den 27. Rang in der Halfpipe. Ihr Debüt im Snowboard-Weltcup gab sie im Januar 2004 am Kreischberg, wobei sie die Plätze 33 und 28 in der Halfpipe errang. Bei den Juniorenweltmeisterschaften im folgenden Monat belegte sie den 27. Platz in der Halfpipe und den 19. Rang im Big Air. Im folgenden Jahr kam sie bei der Winter-Universiade in Innsbruck auf den 24. Platz im Snowboardcross und auf den siebten Rang in der Halfpipe. In der Saison 2006/07 belegte sie bei den Snowboard-Weltmeisterschaften 2007 in Arosa den 32. Platz in der Halfpipe und bei der Winter-Universiade 2007 in Bardonecchia den 13. Platz im Snowboardcross sowie den 11. Rang in der Halfpipe. Bei den Weltmeisterschaften zwei Jahre später in Gangwon errang sie den 33. Platz in der Halfpipe und bei der Winter-Universiade 2009 in Yabuli den siebten Platz in der Halfpipe. In der Saison 2009/10 erreichte sie mit Platz acht in der Halfpipe in La Molina ihre einzige Top-Zehn-Platzierung im Weltcup und zum Saisonende mit dem 22. Platz im Halfpipe-Weltcup ihr bestes Gesamtergebnis. Bei den Snowboard-Weltmeisterschaften 2013 im Stoneham kam sie auf den 21. Platz in der Halfpipe und bei den Olympischen Winterspielen 2014 in Sotschi auf den 24. Rang in der Halfpipe. Ihren 26. und damit letzten Weltcup absolvierte sie im Januar 2014 im Stoneham, welchen sie auf dem 20. Platz in der Halfpipe beendete.

## Teilnahmen an Weltmeisterschaften und Olympischen Winterspielen

### Olympische Winterspiele
- 2014 Sotschi: 24. Platz Halfpipe

### Snowboard-Weltmeisterschaften
- 2003 Kreischberg: 36. Platz Halfpipe
- 2007 Arosa: 32. Platz Halfpipe
- 2009 Gangwon: 33. Platz Halfpipe
- 2013 Stoneham: 21. Platz Halfpipe

## Weltcup-Gesamtplatzierungen
| Saison  | Gesamt/Freestyle | Gesamt/Freestyle | Halfpipe | Halfpipe |
| Saison  | Punkte           | Platz            | Punkte   | Platz    |
| ------- | ---------------- | ---------------- | -------- | -------- |
| 2003/04 | -                | -                | 40       | 72.      |
| 2006/07 | 200              | 108.             | 200      | 45.      |
| 2007/08 | 310              | 107.             | 310      | 36.      |
| 2008/09 | 356              | 106.             | 356      | 41.      |
| 2009/10 | 650              | 79.              | 650      | 22.      |
| 2010/11 | 320              | 39.              | 320      | 26.      |
| 2012/13 | 250              | 57.              | 250      | 35.      |
| 2013/14 | 275              | 69.              | 275      | 34.      |